# Kristina Liščević
Kristina Liščević (Sombor, 20. listopada 1989.) je srbijanska rukometašica hrvatskog podrijetla. Igra za francuski klub Metz Handball i za srbijansku reprezentaciju. Visine je 173 cm. 
Igrala je za ŽRK Sombor, ŽRK Crvena zvezda, ŽRK Metalurg i za francuski Metz. Za reprezentaciju je odigrala 20 utakmica i postigla 23 pogotka.
2012. proglašena je za najbolju mladu igračicu Lige prvakinja.